# Tor de' Cenci

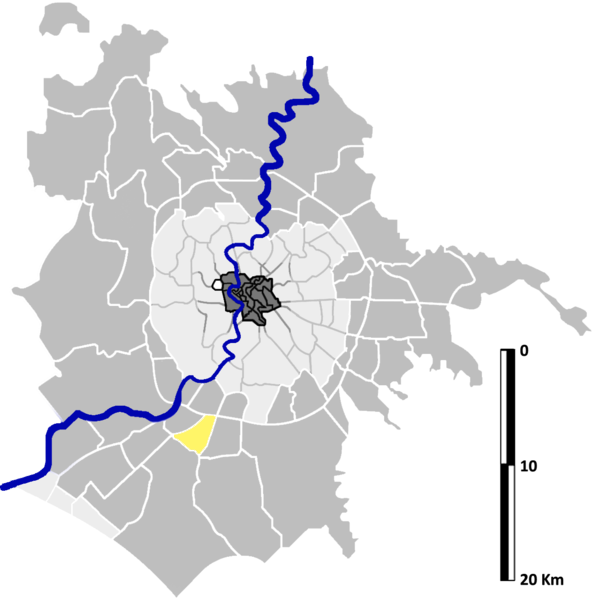
Localisation de Tor de' Cenci sur la carte administrative de Rome.

Tor de' Cenci est une zona di Roma (zone de Rome) située au sud de Rome dans l'Agro Romano en Italie. Elle est désignée dans la nomenclature administrative par Z.XXVIII et fait partie du Municipio IX. Sa population est de 30 002 habitants répartis sur une superficie de 6,76 km2.

## Lieux particuliers
- Église Santa Maria della Consolazione a Tor de' Cenci
- Église San Giovanni evangelista a Spinaceto